# Helmfried
Helmfried ist ein männlicher deutscher Vorname.

## Herkunft und Bedeutung
Der zweigliedrige germanische Personenname setzt sich zusammen aus den zwei althochdeutschen Wörtern „helm“ (Helm) und „fridu“ (Friede).

## Varianten
Helfried, Heilfried, Helmfrid

## Bekannte Namensträger
- Helmfrid († 916), Abt im Kloster Fulda
- Helmfried Kober (* 1965), deutscher Kameramann
- Helmfried Meinel (* 1954), deutscher politischer Beamter
- Helmfried von Lüttichau (* 1956), deutscher Schauspieler, Synchronsprecher und Lyriker